# Mieczysław Dowojna-Sylwestrowicz
Mieczysław Dowojna-Sylwestrowicz herbu Szeliga, lit. Mečislovas Davainis-Silvestraitis (ur. 20 lutego 1849 roku w Žieveliškė, niedaleko Rosień – zm. 31 maja 1919 roku w Wilnie) – dziennikarz, poeta, publicysta, folklorysta, kolporter prasy litewskiej, korespondent Litewskiego Towarzystwa Naukowego.

## Życiorys
Pochodził z rodziny szlacheckiej pieczętującej się herbem Szeliga. W latach 1874–1876 pobierał nauki w gimnazjum w Kownie i Kiedajnach. W tym samym czasie publikował swoje wiersze i artykuły w języku polskim w różnych czasopismach. Następnie kształcił się do zawodu ślusarza w Warszawie. Od 1883 r. był korespondentem "Aušry", pierwszym litewskim kronikarzem dziennikarstwa. Zostawił ziemię bratu i od 1891 do 1896 r. zamieszkał w Mitawie. W tym czasie był korespondentem gazety amerykańskich Litwinów "Wienybe Lietuwninku". W 1895 r. policja rosyjska przeszukała apartament Dowojny-Sylwestrowicza w Mitawie i odnalazła wiele litewskich rękopisów, listów, 11 fotografii. Potwierdzały nielegalne działania Dowojny-Sylwestrowicza związane z prasą litewską i wskazywała na powiązanie z Viliusem Bruožisem, Martynasem Jankusem, Jurgisem Mikšasem, Jonasem Šliūpasem, Rokasem Šliūpasem, F. Kauneckim i działaczem związku "Atgaja" J. Trumpuliem. Dowojna-Sylwestrowicz mieszkał następnie w guberni ołonieckiej i Rzeżycy.
Już w młodym wieku około 1867 r. rozpoczął zbieranie faktów na temat litewskiego folkloru. Gdy pojawiła się "Aušra" zajął się jej dystrybucją i poszukiwaniem nowych subskrybentów. Podczas pobytu w wiosce Kalnujai wiele gazet było mu dostarczanych przez księdza Martynasa Sederevičiusa i Jurgisa Žemaitaitisa, którego zastąpił później Jonas Urbutis. Korespondował z łotweskim etnografem Eduardsem Voltersem. Omawiał z nim problemy dotyczące rosyjskiego zakazu druku w alfabecie łacińskim i dystrybucji litewskiej prasy.
W 1904 r. przeniósł się do Wilna. Pisał artykuły i wiersze do czasopism "Šviesa", "Varpas", "Ūkininkas". W latach 1904–1909 współpracował z czasopismami "Lietuvių laikraštis", "Nedėldienio skaitymas", "Šaltinis", "Vadovas", "Viltis". Po zniesieniu zakazu drukowania w alfabecie łacińskim rozpoczął pracę w "Vilniaus žinios" i w latach 1905–1908 był korespondentem tej gazety. W 1908 r. utworzył w Wilnie „czasopismo litewskie w języku polskim” – "Litwa” – grupujące polskojęzycznych zwolenników zbudowania Litwy narodowej. Usiłował pozyskać dla sprawy litewskiej wszystkich mieszkańców historycznego Wielkiego Księstwa Litewskiego. „Ludność katolicka mówiąca po litewsku, po polsku i po prostemu [tzn. po białorusku] uważa się za jeden naród mówiący trzema językami. (...) Pomimo tego, że mówią po polsku, różnią się zupełnie od Polaków charakterem, sposobem myślenia itd.” – pisano na łamach "Litwy”. Również w latach 1912–1914 publikował w Wilnie gazetę w języku polskim pod tytułem "Lud". W wileńskiej drukarni Martynasa Kukty około 1908 r. wydrukował pocztówki z mapą zasięgu Litwy etnograficznej.
15 listopada 1905 r. z Jonasem Basanavičiusem i Juozapasem Ambraziejus-Ambrozevičiusem napisał memorandum z 10 punktami, w którym domagano się pełnej kulturowej i politycznej autonomii dla Litwy. Tekst memorandum został opublikowany następnie w "Vyriausybės žinios" i "Vilniaus žinios". W 1906 r. wraz z Jonasem Basanavičiusem, Donatasem Malinauskasem, Juozapasem Ambraziejus-Ambrozevičiusem i innymi działaczami litewskiego odrodzenia narodowego napisał list otwarty do papieża Piusa X i kardynałów pod tytułem "O języku polskim w kościołach na Litwie", w którym krytykowano rzekomą polonizację świątyń.

## Upamiętnienie
17 października 1987 r. na cmentarzu Na Rossie został odsłonięty nowy pomnik nagrobny Mieczysława Dowojny-Sylwestrowicza autorstwa Ipolitasa Užkurnisa.